# Deltochilum costalimai
Deltochilum costalimai är en skalbaggsart som beskrevs av Guido Pereira och D'andretta 1955. Deltochilum costalimai ingår i släktet Deltochilum och familjen bladhorningar. Inga underarter finns listade i Catalogue of Life.